# Ludmiła Duninowska
Ludmiła Duninowska, także: Ludmiła Ike-Duninowska, z domu: Babiańska (ur. 1904, zm. 4 grudnia 1973 w Warszawie (?); fl. ca 1951-1966) – polska tłumaczka literatury francuskiej, angielskiej i rosyjskiej.
W latach 1957–1990 jej kilkadziesiąt tłumaczeń (głównie literatura dla młodzieży) opublikowano w wydawnictwach Iskry, Nasza Księgarnia, Wydawnictwo Poznańskie.
Przetłumaczyła m.in. utwory Wiktora Hugo, Juliusza Verne’a (powieści: Wokół Księżyca [przekład z 1958], Wyprawa do wnętrza Ziemi [przekład z 1959]) i Pameli Brown.